# AM Best
AM Best è un'agenzia di valutazione del merito creditizio avente sede a Oldwick, nel New Jersey, specializzata nel settore assicurativo. La Securities and Exchange Commission e la National Association of Insurance Commissioners statunitensi l'hanno designata fra le organizzazioni di rating statistico riconosciute a livello nazionale.

## Storia
Fondata nel 1899 da Alfred M. Best a New York, nel 1965 la società privata trasferì la propria sede a Morristown, nel New Jersey e poi a Oldwick, nel 1974.
Negli anni successivi, ha aperto filiali e società controllate anche nei seguenti centri finanziari: anche a Londra (AM Best Europe — Rating Services e AM Best Europe — Information Services), Amsterdam (AM Best Europe), Hong Kong e Singapore (A.M. Best Asia-Pacific), Dubai, Città del Messico (AM Best America Latina), e un ufficio stampa a Washington, DC.

## Ambito di attività
AM Best pubblica giudizi di valutazione della solidità finanziaria che misurano la capacità delle compagnie di assicurazione di pagare le polizze di risarcimento dei sinistri. L'analisi comprende anche una valutazione della solidità degli strumenti finanziari emessi dalle compagnie di assicurazione, quali: obbligazioni, titoli al portatore e cartolarizzazioni.
I dati sono presentati nelle seguenti pubblicazioni: la più antica Best's Recommended Insurance Attorneys & Adjusters, la newsletter settimanale  BestWeek, il mensile digitale e a stampa Best's Review e l'agenzia stampa specializzata BestWire.